# Theodore Roosevelt
Theodore Roosevelt   (Manhattan, 27 d'octubre de 1858 - Sagamore Hill, 6 de gener de 1919) fou el 26è president dels Estats Units. Va ser nomenat president als 42 anys, el més jove dels presidents fins llavors.
Roosevelt és considerat un dels presidents més capaços i actius dels Estats Units, donada la seva intensa i frenètica vida (o com ell deia, strenuous life). Va ser peça clau en la construcció del canal de Panamà. Va ser el primer nord-americà a rebre el premi Nobel, concretament el Premi Nobel de la Pau (lliurat el 1906) per la seva mediació a la Guerra Russo-Japonesa), tot i el fort impuls que donà a la Marina dels Estats Units. També destaca la seva política progressista, conservacionista i multiracial.

## Biografia

### Els primers anys

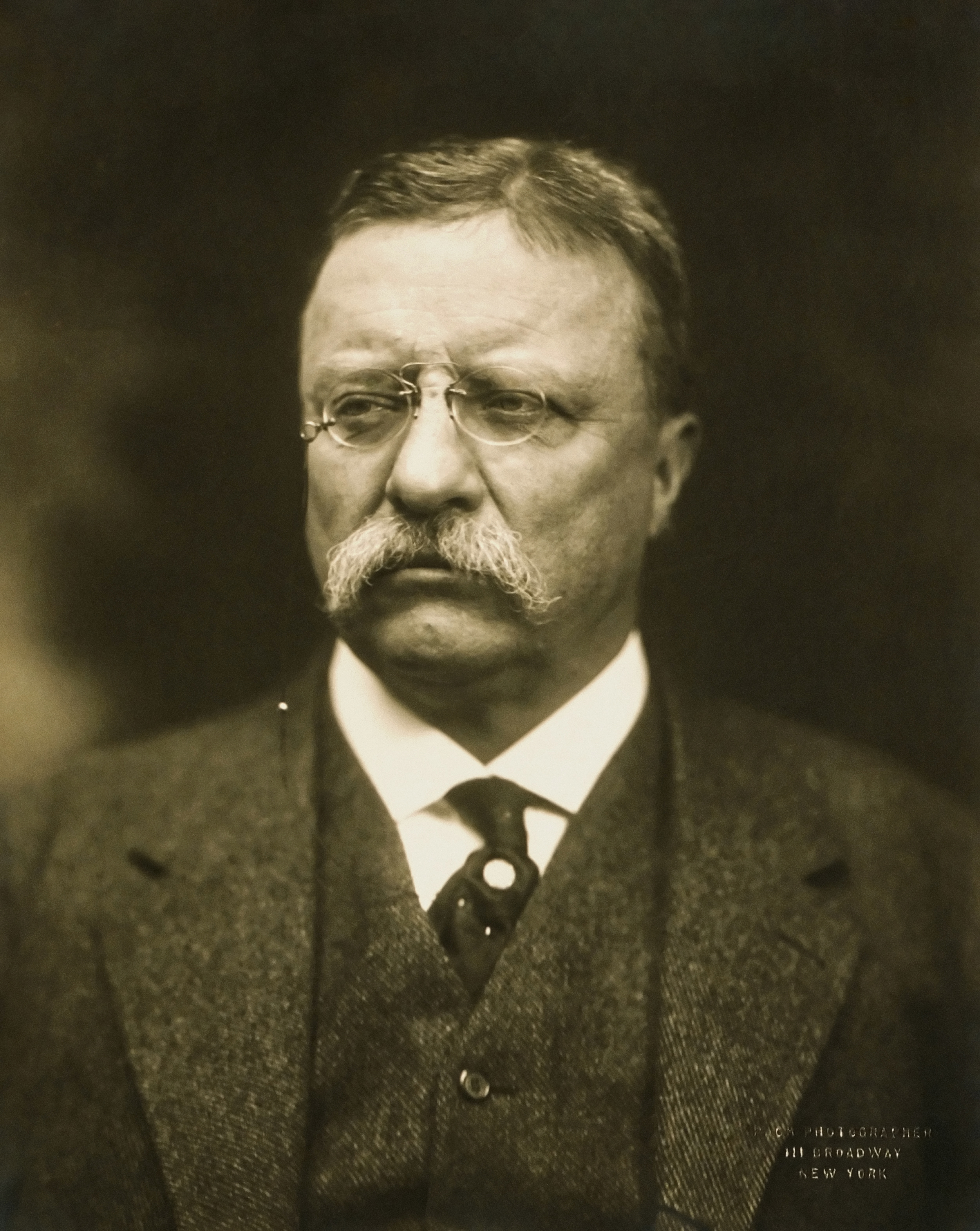
T.Roosevelt, un home caracteritzat pel seu dinamisme (strenuous life).

Theodore Roosevelt va néixer a la ciutat de Nova York el 27 d'octubre de 1858. El seu pare, Theodore Roosevelt Sr. (1831-1878), va ser un filantrop, home de negocis i membre d'una empresa importadora de vidre, la Roosevelt and Son. La seva mare, Martha Bullock (1834-1884), va portar al món 3 fills i filles més a part d'en Theodore. L'ambient familiar estava impregnat d'una ferma religiositat.
Els primers d'infantesa els va passar malaltís, fruit de l'asma i de la debilitat. Per aquest motiu el seu pare el va incitar a fer esports, i fruit d'això va prendre classes de boxa, esport al qual no deixaria de ser aficionat mai més. També els successius viatges per Europa, Egipte, Terra Santa i Alemanya de principis dels anys 1870 el van fer reaccionar, i el van dibuixar la personalitat tan dinàmica i activa que el va caracteritzar els següents anys.
El 1876 es va matricular al Harvard College, i superada la mort del seu pare de 1878 es va graduar amb nota magna cum laude el 1880. Durant aquest període va estudiar sobretot ciències, en especial biologia, filosofia i retòrica, i va "devorar" grans quantitats de llibres. El mateix any de graduar-se va entrar a la Columbia Law School (o Escola de Dret de Colúmbia), però ràpidament la va abandonar per trobar-la avorrida.

### Anys a les Badlands

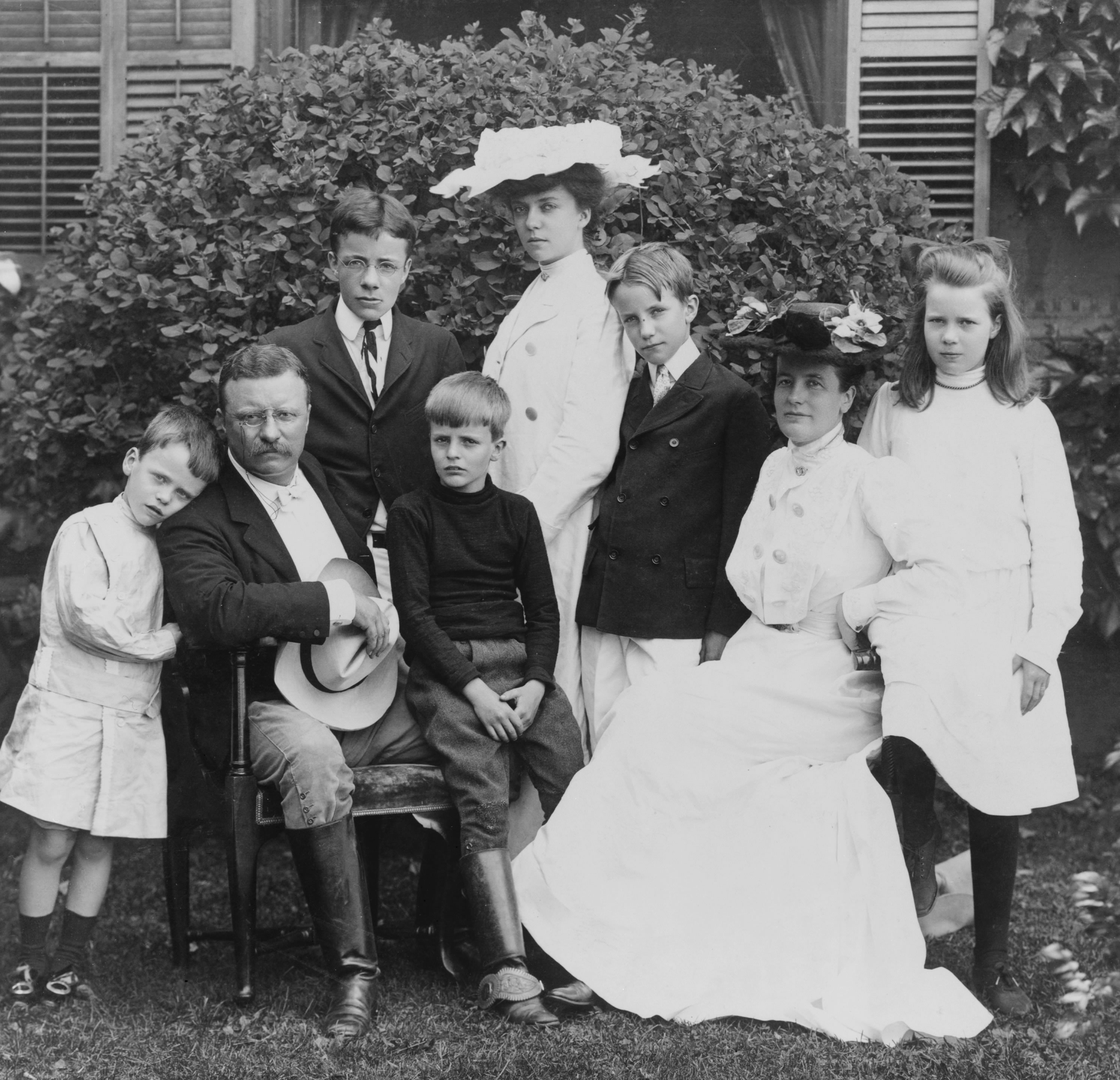
Roosevelt amb la seva família.

El 1881 es va incorporar al New York Assemblyman (o l'assemblea de Nova York). Durant aquests anys va tenir lloc una divisió del partit republicà al qual Theodore era afí. Els mugwumps eren republicans conservadors que no podien donar suport al líder republicà James G. Blaine, i que en donaven al candidat demòcrata Grover Cleveland. En Roosevelt va romandre lleial al republicà Blaine.
La tragèdia va arribar a la família Roosevelt quan, dos dies després del naixement de la seva única filla Alice, la seva dona i la seva mare van morir alhora.
Aquell mateix any es va traslladar a les Badlands de Medora, a Dakota del Nord, per viure-hi de ranxer i de xèrif. El 1882 publica The Naval War of 1812 (o La batalla naval de 1812), la primera de moltes obres de caràcter històric que va arribar a escriure.
Després de perdre el seu ramat per les inclemències climàtiques, va tornar a l'est per a no anar-se'n. Es va establir a Oyster Bay, Nova York, i va comprar Sagamore Hill, ja en 1885. El 1886 es va presentar com candidat pel partit republicà a l'alcaldia de la ciutat de Nova York, però va quedar en tercer lloc. Al cap de poc, Roosevelt es va casar amb Edith Roosevelt (Edith Kermit Carow de soltera), amb qui tingué 5 fills més.

### Tornada a la vida pública

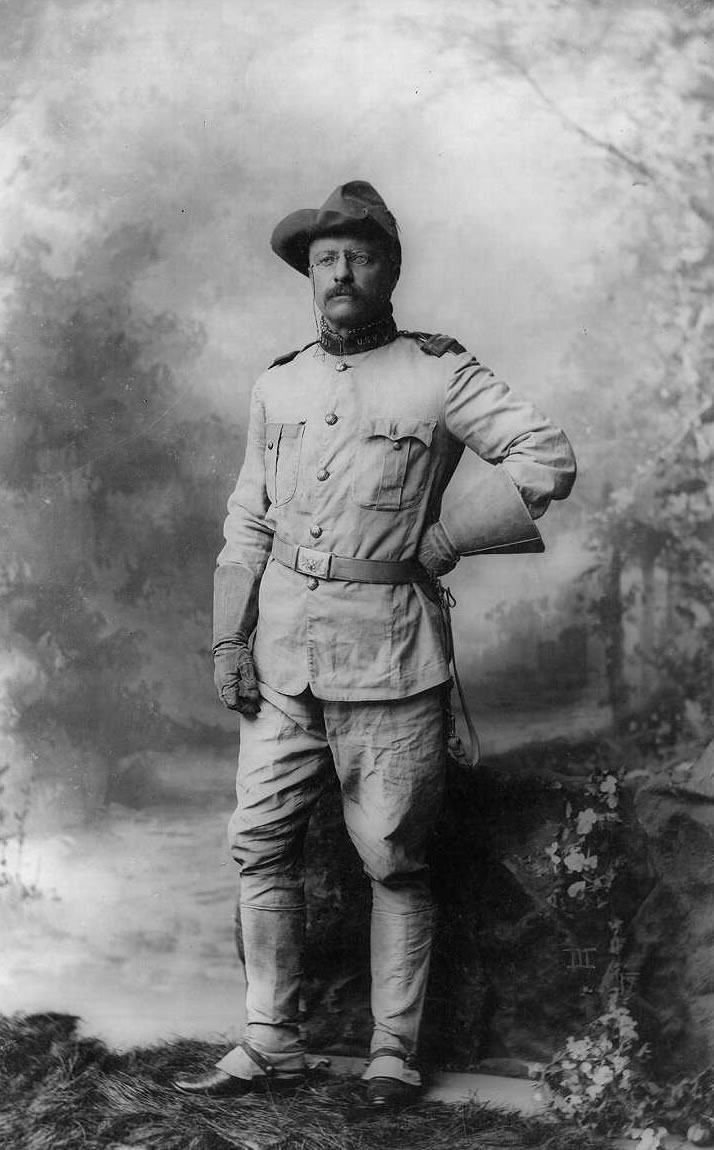
Roosevelt va deixar el seu estatus civil al Navy Department on esdevingué coronel, líder dels Rough Riders.

Roosevelt va donar suport a Benjamin Harrison a les eleccions presidencials de 1888. Posteriorment, el president Harrison va permetre a Roosevelt servir al United States Civil Service Commission (o Comissió del Servei Civil dels Estats Units), on va romandre fins al 1895, ja que el següent president de 1892 (el demòcrata Grover Cleveland) el va renovar. A la comissió va lluitar durament contra els "oportunistes" i va exigir un enduriment de les lleis del servei civil.
El 1895 Roosevelt va esdevenir president del comissionat de la policia de Nova York, per dos anys. Els canvis es van encaminar a millorar la qualitat del cos policial, amb exàmens físics d'admissió, instal·lació de telèfons a les casernes, entrenaments en armes de foc, etc. Va ser el primer a admetre a dones i a jueus.
El 1897 el president William McKinley el va nomenar Assistant Secretary of the Navy (o Secretari Assistent de la Marina). El 1898 es va declarar la guerra a Espanya pels successos de Cuba, i Roosevelt organitzà els grup dels Rough Riders, famosos per les seves fites a la guerra. Roosevelt va ser nomenat coronel.
En tornar de Cuba, el 1898, Roosevelt va ser nomenat governador de l'estat de Nova York, continuant amb la seva política de lluita contra la corrupció. Dos anys més tard, l'any 1900, McKinley guanya les eleccions presidencials, i Roosevelt esdevé el vicepresident dels Estats Units.

## Presidència
El setembre de 1901, un anarquista assassinà el president McKinley, i Roosevelt assumí la presidència dels Estats Units d'Amèrica. A les següents eleccions de 1904, Roosevelt fou reelegit com a president per mèrits propis. La presidència la va exercir fins al 1909.
Una de les seves principals caracterísitiques era la voluntat de participar en tots els actes possibles, tant polítics com socials, i sense deixar de banda la família ni les seves afeccions (lectura i boxa).

### Progressisme
Roosevelt va ser la màxima representació del progressisme iniciat pel president McKinley. Per una banda, es van reforçar les anàlisis científiques de les necessitats del país per tal de posar-hi remei. Per una altra banda es va voler eliminar la ineficiència, lluitant contra la corrupció, i promovent la modernització. I finalment, es va centrar a trencar el monopoli de les corporacions tot just acabades d'aparèixer.

T.Roosevelt promogué lleis progressistes per tal d'evitar els monopolis de les grans companyies, alhora que promogué polítiques conservacionistes.

Theodore Roosevelt va ser conegut com el Trust Buster (o "El Trenca-Corporacions"), en referència a les seves polítiques legislatives antimonopoli, més conegudes com a Square Deal (o "Tracte Just"). Molts sectors del mercat, i fins i tot sectors bàsics com el ferrocarril, les carreteres o els bancs, estaven monopolitzats per grans companyies, com les dels magnats J.D.Rockefeller o J.P.Morgan; la variació dels preus quedava subjecte a la voluntat d'aquestes empreses, sense poder-hi fer-ne front ni els consumidors (pels preus abussius) ni les petites empreses (pels preus per sota del cost). Amb les noves lleis, aquestes grans corporacions van haver de trencar-se en moltes petites companyies independents.
També va voler establir normes econòmiques comunes a tots els estats, en contraposició a la varietat normativa que hi havia llavors segons l'estat que es tractés.
Altres polítiques progressistes foren les lleis d'impostos federals i sobre l'herència (destinades especialment contra els rics), la limitació en l'ús dels manaments judicials contra les unions de treballadors en casos de vaga, una llei de responsabilitats per danys industrials, una llei de jornada laboral de vuit hores per als treballadors federals, un sistema d'estalvi postal (en competència amb els bancs locals), i, finalment, lleis de reforma de campanyes.
Roosevelt es va guanyar la simpatia de pagesos, mestres, oficinistes, propietaris, etc. però es va guanyar l'antipatia dels republicans de l'est, executius, advocats, congressistes, etc.

### Conservacionisme
Una altra de les polítiques característiques de Roosevelt fou el conservacionisme, és a dir, la voluntat de preservar els espais i els recursos naturals. Va establir el Servei Forestal dels Estats Units, 5 parcs nacionals, 18 monuments nacionals, les primeres 51 reserves d'aus, 4 reserves de caça, i els primers 150 boscos nacionals. L'àrea destinada a reserves naturals sota la protecció del govern fou de més de 90 milions d'hectàrees.
En el seu honor, un dels parcs nacionals de Dakota del Nord porta el seu nom, el Theodore Roosevelt National Park.
El 1909, en deixar la presidència, Roosevelt va aprofitar per a fer un safari per l'Àfrica i, tot i el conservacionisme que defensava, en van matar més de 6000 animals (incloent-hi l'escassíssim rinoceront blanc).
En una batuda de 1902, Roosevelt es va negar a disparar contra un cadell d'ós negre americà. Un fabricant de joguines ho va aprofitar i va treure al mercat els famosos peluixos Teddy Bears (un joc de paraules de "Teedie", que era el nom d'infantesa de Theodore Roosevelt).

### Lluita contra el racisme i l'antisemitisme
Roosevelt va lluitar contra el racisme i la discriminació, dintre dels marges tolerats per la societat de l'època.
Un exemple fou la recepció a la Casa Blanca, per primera vegada en tota la història, d'una persona "negra": Booker T.Washington, un líder "negre". Això li va suposar una pluja de crítiques provinents, especialment, dels estats del sud, i li va coaccionar negativament en futures polítiques per la igualtat.
També va introduir personal "negre" als llocs de treball oficials, i en contra del corrent antisemític va admetre un jueu (Oscar S. Straus) al gabinet presidencial. Així mateix, es va oposar a la segregació racial que es portava a terme a les escoles.

### Política exterior

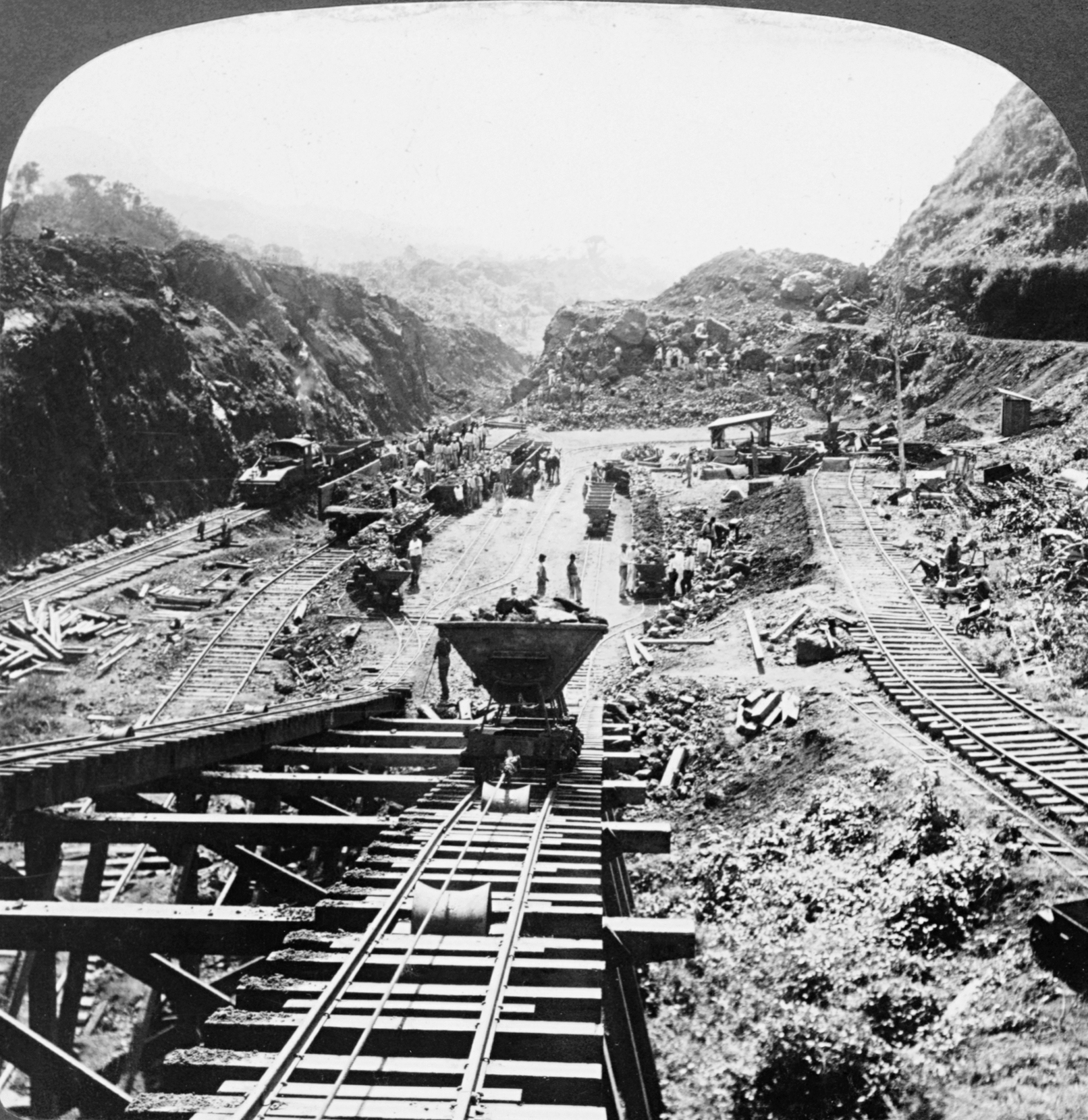
Una de les fites més valorades pel mateix Roosevelt fou el canal de Panamà.

Roosevelt va ser un ferm promotor del reforçament de l'exèrcit. Ell creia en uns Estats Units imperialistes capaços d'intervenir militarment a l'oceà Pacífic. Va ordenar la flota Great White Fleet que creués el món per tal de publicitar la poderosa marina dels Estats Units i així desencoratjar els conflictes internacionals. Es va fer una aturada al Japó, país amb qui especialment hi havia tensions, per tal de suavitzar-les amb aquest mètode.
En el seu honor, alguns dels més grans vaixells de guerra han estat batejats amb el seu nom, "Roosevelt".
El 1903, va encoratjar la independència de Panamà respecte de Colòmbia, ja que aquest darrer es negava a construir, en els termes fixats pels nord-americans, un canal en l'estret istme que separa els oceans Pacífic i Atlàntic. La poderosa marina dels Estats Units va apropar-se a la zona, i la independència de Panamà tingué lloc sense massa oposició. El canal de Panamà que s'hi va construir va passar a ser vital pels interessos nord-americans. El canal, venut per la nova nació de Panamà als Estats Units per 10 milions de dòlars més revisions anuals, es va completar l'any 1914, i va suposar una revolució en el transport i en el comerç mundials.
El 1905, Roosevelt va intervenir en les negociacions entre Japó i Rússia, accelerant la fi de la guerra Russo-Japonesa. Per aquest motiu va rebre el 1906 el Premi Nobel de la Pau, el primer Premi Nobel atorgat a un nord-americà.

## Postpresidència
Les eleccions presidencials dels Estats Units de 1908 van fer del republicà William Howard Taft el nou president dels Estats Units. En les següents eleccions, les polítiques progressistes de Roosevelt van produir un cisma al partit republicà. La ruptura entre el Roosevelt i Taft va provocar que Roosevelt es presentés a les eleccions presidencials dels Estats Units de 1912 cm a candidat del nou Partit Progressista, i la divisió va portar el demòcrata Woodrow Wilson a la presidència. En la campanya de 1912, Roosevelt és víctima d'un intent d'assassinat en ser disparat per J.Scranch. La bala el va acompanyar la resta de la seva vida.
El 1914 esclata la Primera Guerra Mundial. La postura del govern pacifista de Wilson va ser massa tova per a Roosevelt. Finalment, el 1917 els Estats Units entren en la guerra. La forta pressió probèl·lica de Roosevelt contra Wilson debilita a aquest últim, fins al punt de perdre les eleccions el 1918 a favor dels republicans. Hauria estat la tornada de Roosevelt al gabinet de presidència el 1920, però estava massa dèbil per una malaltia tropical adquirida a un safari per la selva brasilera. El 6 de gener de 1919, Roosevelt morí d'una embòlia coronària als 60 anys.
El 2001 el president Bill Clinton li atorga pòstumament la Medalla d'Honor. El rostre de T. Roosevelt ha quedat gravat a la roca del Mount Rushmore Memorial, junt amb el de G.Washington, T.Jefferson i A.Lincoln.

## Obres
T. Roosevelt va escriure una dotzena d'obres, d'història, de conservacionisme, i de la marina. Entre elles hi ha les següents:
- The Naval War of 1812 (o La batalla naval de 1812), de 1882.
- Thomas Hart Benton, una biografia de 1887.
- Gouverneur Morris, una biografia de 1888.
- The Winning of the West (o La victòria de l'Oest), de 1889-1896.
- Through the Brazilian Wilderness (o A través del Brasil salvatge).
- Autobiography', una autobiografia.
- Rough Riders.